# 18858 Теклівленд
18858 Теклівленд (18858 Tecleveland) — астероїд головного поясу, відкритий 9 вересня 1999 року.
Тіссеранів параметр щодо Юпітера — 3,404.